# Kamulan (Durenan)
Kamulan is een bestuurslaag in het regentschap Trenggalek van de provincie Oost-Java, Indonesië. Kamulan telt 6512 inwoners (volkstelling 2010).